# Nils Peter Angelin
Nils Peter Angelin, född 23 juli 1805 i Lunds stadsförsamling, där fadern Tuve Angelin var smed, modern Brita Kristina Risberg, död 13 februari 1876, var en svensk paleontolog. 

## Biografi
Vid sexton års ålder inskriven som akademisk medborgare i sin födelsestad ägnade Angelin sig åt naturvetenskaperna, bland vilka geologin och paleontologin efterhand blev hans huvudämnen. Han företog otaliga resor och fotvandringar genom nästan alla trakter av Skandinavien. Det var först sedan han förvärvat sig ett vetenskapligt namn i utlandet som han började få uppmärksamhet i sitt hemland.
År 1857 kallades han av universitetet i Breslau till filosofie doktor. Sedan han sålunda blivit nämnd och erkänd till denna värdighet och därigenom ett viktigt hinder blivit undanröjt för hans anställning som universitetslärare, utnämndes han till docent i paleontologi vid Lunds universitet samma år och till adjunkt i samma ämne 1860. Fyra år därefter befordrades han till professor och intendent vid Riksmuseets paleontologiska avdelning i Stockholm, till vilken han sedan avlämnat sina dyrbara samlingar. 1857 invaldes han som ledamot nummer 536 av Kungliga Vetenskapsakademien.
Angelins vetenskapliga system har till sina huvuddelar blivit bekantgjort genom hans två stora arbeten: Palæontologia suecica 1851 och Palæontologia scandinavica 1854. Han har därjämte på de skånska hushållningssällskapens bekostnad utgivit en synnerlig noggrann Geologisk öfversiktskarta öfver Skåne. Angelin var ogift.